# 機甲英雄
《機甲英雄》是由鈊象電子製作營運的大型機台遊戲，是屬於機器人對戰的卡片互動街機遊戲。

## 版本與續作
第一代共19彈別，其中第7至第12彈另稱為「進化篇」(New Generation)、第13至第19彈另稱為「銀河世代」(Galaxy Epoch)。
2018年於第19彈（即「銀河世代」第7彈）上線後宣布停止營運，並於同年12月重啟為第二代《機甲英雄2 機鬥勇者》。

## 媒體改編

### 漫畫
改編漫畫於2013年3月起在《快樂快樂月刊》連載，由“惟丞 (Kurudaz)”担纲设定脚本，与“好面 (iiman)”联手绘制原稿。

### 動畫
改編自第二代的同名動畫《機甲英雄機鬥勇者》於2019年8月在巴哈姆特動畫瘋首播。

## 外部連結
- （中文） 機甲英雄 街機遊戲官方網站（页面存档备份，存于）
- （中文） 機甲英雄2 機鬥勇者 街機遊戲官方網站 （页面存档备份，存于）